# Wallis-et-Futuna La Première (télévision)
 (janvier 2022).
Si vous disposez d'ouvrages ou d'articles de référence ou si vous connaissez des sites web de qualité traitant du thème abordé ici, merci de compléter l'article en donnant les références utiles à sa vérifiabilité et en les liant à la section « Notes et références ».
Pour les articles homonymes, voir Wallis-et-Futuna La Première.
Wallis-et-Futuna La Première est la chaîne de télévision généraliste publique française de proximité de France Télévisions diffusée dans la collectivité d'outre-mer de Wallis-et-Futuna. Il s'agit également de l'unique chaîne de télévision locale de cet archipel français de l'Océan Pacifique.

## Histoire de la chaîne
En 1986, la station de télévision de RFO (Société de radiodiffusion et de télévision française pour l'Outre-mer) à Wallis-et-Futuna, RFO Wallis-et-Futuna, commence à émettre en couleur, uniquement à Wallis. Le premier journal télévisé fait son apparition le 9 août 1990, présenté par Lusia Kavakava. 
Il y a eu des réticences de la chefferie et du clergé, qui n’ont pas tout de suite adhéré à l’offre. La télévision fut demandée par les parlementaires de Wallis-et-Futuna et les habitants ont vu la télévision comme un cadeau de la métropole[réf. nécessaire].
La diffusion des programmes de télévision démarre à Futuna en décembre 1994. En mai 1995, tous les programmes non produits localement sont envoyés de RFO Paris par satellite, alors qu’ils ont été auparavant fournis à la station par le biais d’un système de fret aérien depuis la station de RFO Polynésie. L'arrivée de la télévision permet une certaine ouverture sur l'extérieur pour la population de ces îles polynésiennes.
Le 1er février 1999, RFO Wallis-et-Futuna devient Télé Wallis-et-Futuna, à la suite de la transformation de RFO en Réseau France Outre-mer.
La loi de réforme de l'audiovisuel no 2004-669 du 9 juillet 2004 intègre la société de programme Réseau France Outre-mer au groupe audiovisuel public France Télévisions dont dépend depuis Télé Wallis-et-Futuna. Son président, Rémy Pflimlin, annonce le 12 octobre 2010 le changement de nom de toutes les chaînes de télévisions du Réseau France Outre-mer en Réseau Outre-Mer 1re pour s'adapter à la création de la TNT d'Outre-Mer. Toutes les chaînes de télévisions du réseau changent de nom le 30 novembre 2010 lors du démarrage de la TNT et Télé Wallis-et-Futuna devient ainsi Wallis-et-Futuna 1re. Le changement de nom fait référence à la place de leader de cette chaîne sur son territoire de diffusion ainsi qu'à sa première place sur la télécommande et sa numérotation en cohérence avec les autres antennes du groupe France Télévisions. À la suite d'un procès avec la chaîne câblée Paris Première, propriété du Groupe M6, Wallis-et-Futuna 1re devient le 1er janvier 2018 Wallis-et-Futuna La 1re.
Wallis-et-Futuna La 1re passe en haute définition (HD) sur la TNT et le satellite le 12 janvier 2022.

## Identité visuelle
Lors de sa création en 1986, RFO Wallis utilise l'habillage d'antenne de la société nationale de programme RFO dotée d'une identité visuelle mettant en valeur dans son logo sa dimension mondiale et dans son ouverture d'antenne l'avance technologique de sa diffusion par satellite. L'habillage change à nouveau en 1993, en s'inspirant de celui de TF1 dans la forme rectangulaire tripartite mais en adoptant trois nouvelles couleurs, le vert pour la nature, l'orange pour la terre et le soleil et le bleu pour la mer, qui resteront celles de la chaîne jusqu'en 2005.
Tout comme RFO, Télé Wallis-et-Futuna adopte le 23 mars 2005 l'identité « corporate » du groupe France Télévisions qu'elle a intégré durant l'été 2004, en utilisant le même code couleur que la chaîne France Ô, l'orange et le blanc, mais disposé sur deux trapèzes. Pour son passage sur la TNT le 30 novembre 2010, la chaîne se décline dorénavant sous le sigle "1re" en référence à sa place de leader sur son territoire de diffusion et se dote de la même identité visuelle que les autres chaînes du groupe France Télévisions en adoptant un trapèze de couleur jaune faisant référence au soleil des territoires ultramarins.

### Logos

Logo de RFO Wallis-et-Futuna de 1986 à 1993
Logo de RFO Wallis-et-Futuna de 1993 au 31 janvier 1999
Logo de Télé Wallis-et-Futuna du 23 mars 2005 au 29 novembre 2010
Logo de Wallis-et-Futuna 1re du 30 novembre 2010 au 28 janvier 2018
Logo de Wallis-et-Futuna La 1re depuis le 29 janvier 2018

### Slogans
- « Le monde est couleurs » (1993-1997)

## Organisation
Wallis-et-Futuna La 1re est l'antenne de télévision du pôle média de proximité Wallis-et-Futuna La 1re Radio - Télé - Internet, déclinaison du pôle La Première (La 1re)  de France Télévisions. 

### Dirigeants
Directeurs régionaux :
- Jean Claude Michelot: 1979, premier directeur
- Gérald Prufer : 2001 - 2002
- Gérard Christian Hoarau : 04/2006 - 09/2008
- Norbert Ta'ofifenua - depuis le 1er juin 2020[7]

Directrice des antennes :
- Lusia Kavakava (avant 2017)

#### Rédaction en chef
Rédacteurs en chef :
- Jacques Barret 1979-1982
- Gérard César 1982-1984
- Jacques Barret 1984-1987
- Alain Girold 1987-1988
- Gérald Prufer : 1988 - 1990
- Michel-Claude Adnot
- Rene Lataste
- Olivier Murat
- Telesia Vaivaikava - 2020-

### Budget
Wallis-et-Futuna La 1re dispose d'un budget de 4,4 millions d’euros versés par La Première (La 1re) et provenant pour plus de 90 % des ressources de la redevance audiovisuelle et des contributions de l’État français allouées à France Télévisions. Il est complété par des ressources publicitaires. 

### Siège
Le siège et les studios de télévision de Wallis-et-Futuna La 1re sont installés à la Pointe Matala'a à Mata-Utu.

## Programmes
Jusqu'au démarrage de la TNT en Outre-mer, les chaînes de télévision métropolitaines ne sont pas diffusées à Wallis-et-Futuna. Télé Wallis-et-Futuna diffuse donc des programmes composé de productions propres, de programmes issus des autres stations RFO (information, magazines de RFO Paris), mais surtoût de rediffusions ou de reprise en direct des programmes des chaînes du groupe France Télévisions (journaux d'information de France 2 et France 3 diffusés en direct par satellite depuis Paris, magazines, sport, fictions, jeux, films, divertissements et émissions pour la jeunesse), de TF1 (fictions, programmes sportifs, séries et télé-réalité), d'ARTE et de producteurs indépendants.
Depuis le 30 novembre 2010 et l'arrivée des chaînes publiques métropolitaines, Wallis-et-Futuna La 1re a dû accroître ses productions propres, avec 25 % de programmes locaux en plus, donnant la priorité à la proximité et traitant des problèmes économiques et sociaux du territoire. La chaîne est désormais libre de choisir elle-même ses programmes et, grâce à l'augmentation de budget dont elle bénéficie, elle dispose des moyens nécessaires pour produire, co-produire et acheter. La possibilité de reprendre certains programmes des chaînes de France Télévisions reste toujours possible et les grands rendez-vous sportifs, notamment le football, le rugby, le tennis, le cyclisme sont désormais tous diffusés en direct par satellite depuis Paris. Tous les mois, Wallis-et-Futuna La 1re échange avec les stations de Nouméa et Tahiti des magazines couvrant le Pacifique sud et rediffuse chaque matin les JT de Nouvelle-Calédonie La 1re et Polynésie La 1re. De même, un journal télévisé hebdomadaire de Wallis-et-Futuna La 1re est repris toutes les semaines par France Ô. 

### Émissions
- JT Wallis-et-Futuna : journal télévisé local quotidien en langue locale de 20 minutes diffusé chaque soir à 19h00 proposant les principales nouvelles d’actualité locale, du Pacifique et les nouvelles du monde sous forme de brève. Une seconde édition de dix huit minutes en français est proposée à 19h22 après la météo. Ces journaux reçoivent régulièrement des invités pour aller plus loin sur une question d’actualité. Les éditions du week-end sont réalisées tout en images.

- Le Saviez-vous ? »: un module hebdomadaire fait découvrir les us et coutumes, les usages de Wallis-et-Futuna chaque vendredi soir dans les JTs

- Felavei : le magazine de la rédaction s’intéresse aux grandes actualités touchant les Wallisiens et Futuniens au pays ou la diaspora.

- Les journaux radios du matin et du midi. 6 éditions en 3 langues wallisien, futunien et français. Actualité du jour et invités. Durée de 15 à 20 minutes.

- Un réseau social sur Facebook très suivi par la diaspora. Il relate l’actualité et la vie au fenua.

De nombreux directs, JTs, rdv culturel ou sportif. Un site web où l’on retrouve toute l’actualité principale.

## Diffusion
La chaîne fut diffusée pendant 25 ans sur le réseau analogique hertzien UHF SECAM des deux îles via sept émetteurs TDF qui ont tous été éteints le 27 septembre 2011 vers 10 h, à l'exception de l'émetteur de la Pointe Matala'a à Wallis dont l'extinction a été repoussée au 30 novembre 2011. En cause, la réception de la TNT n’y était pas encore optimale et ne permettait donc pas l'arrêt de l'analogique sur la zone couverte par cet émetteur.
Wallis-et-Futuna La 1re est diffusée dans la collectivité de Wallis-et-Futuna sur le premier canal du multiplex ROM1 de la TNT sur huit émetteurs TDF (Sigave-Apipi sur le canal 21, Sigave-Mont Utulimu sur le canal 25, Sigave-Nuku sur le canal 24, Sigave-Sausau-Leava sur le canal 23, Alo-Mont Mamati sur le canal 26, Mata Utu-Aka'aka sur le canal 30, Uvéa-Pointe Matala'a sur le canal 21 et Uvéa-Mont Loka sur le canal 26) au standard UHF PAL MPEG-4 et au format 16/9 en 1080i (HD) depuis le 30 novembre 2010. 
Elle est aussi diffusée par le satellite NSS 9 à 177° Ouest sur la fréquence 3922 R en HD.